# Miniere di zolfo della provincia di Catania
Diverse sono state le miniere di zolfo della provincia di Catania attive in passato, principalmente nel Calatino.

## Caltagirone
La solfara Balchino o miniera Balchino  è sita nei pressi del comune di Caltagirone; fu aperta dopo il 1880, oggi è inattiva.
La solfara Scala o miniera Scala, sita nei pressi di Caltagirone, fu aperta dopo il 1880; oggi è inattiva.

## Ramacca
La solfara Calasari o miniera Calasari è sita nelle vicinanze di Ramacca in località Calasari. La solfatara, di proprietà di Michele Chiaromonte, era già attiva nel 1839 mentre oggi è abbandonata.